# Брудеволль, Трюгве
Трюгве Брудеволль (норв. Trygve Brudevold; 19 декабря 1920, Станге, Хедмарк — 19 августа 2021, Осло) — норвежский бобслеист. Участник зимних Олимпийских игр 1952 и 1956 годов.

## Биография
Трюгве Брудеволль родился 19 декабря 1920 года в норвежском городе Станге.
Выступал в соревнованиях по бобслею за клуб Осло.
В 1952 году вошёл в состав сборной Норвегии на зимних Олимпийских играх в Осло. В соревнованиях четвёрок экипаж, в который также входили Арне Хольст, Джеймс Хейден и Коре Кристиансен, занял 12-е место, показав по сумме четырёх заездов результат 5 минут 21,36 секунды и уступив 13,52 секунды завоевавшей золото команде ОГК.
Трижды участвовал в чемпионатах мира: в 1953 году в Гармиш-Партенкирхене, в 1954 году в Кортина-д’Ампеццо, в 1955 году в Санкт-Морице.
В 1956 году вошёл в состав сборной Норвегии на зимних Олимпийских играх в Кортина-д’Ампеццо. В соревнованиях четвёрок экипаж, в который также входили Арне Рёгден, Арнольд Дюрдаль и Одд Солли, занял 11-е место, показав по сумме четырёх заездов результат 5.21,50 и уступив 11,06 секунды завоевавшей золото команде Швейцарии.
В 1946 году, имея образование в области каменной кладки, создал компанию Brudevold Group, которая занималась жилищным строительством и землеустройством и впоследствии вышла на международный уровень.
Занимался лыжными гонками, даже в 70-летнем возрасте бегал марафон.
Умер 19 августа 2021 года в Осло.